# Kensington Pride (botanica)
La Kensington Pride è una cultivar di mango originaria dell'Australia.

## Storia
L'albero originale fu coltivato a Bowen, nel Queensland e gli fu attribuito un nome negli anni '60 del 900: in quegli anni era anche chiamata "Pride of Bowen" e "Bowen Special". È possibile che le piante originali siano state portate a Bowen dai commercianti che stavano trasportando cavalli in India per uso militare.
Kensington Pride fu notata per il suo sapore intenso e divenne la cultivar più diffusa in assoluto in Australia, rimanendo a tutt'oggi la più diffusa nonostante l'introduzione di altre varietà. È coltivata diffusamente sia nelle regioni tropicali che subtropicali del paese. Kensington Pride fu anche diffusa negli Stati Uniti d'America attraverso la Florida, dove è venduta come pianta da vivaio su piccola scala per la coltivazione casalinga. Gli alberi della Kensington Pride fanno parte del deposito del germoplasma dell'USDA a Miami, Florida.
Da qualche decennio si coltiva con risultati incoraggianti anche lungo le coste della Sicilia, dove le piante adulte hanno resistito bene anche agli inverni più freddi degli ultimi 25 anni. I frutti prodotti al sole del mediterraneo risultano di qualità eccellente e non temono il confronto con quelli prodotti a latitudini tropicali. Intanto si stanno sperimentando altre varietà importate di recente dalla Florida e dalla Spagna, con l'obiettivo di individuare piante più resistenti alle malattie fungine e con una produttività più costante.

## Descrizione

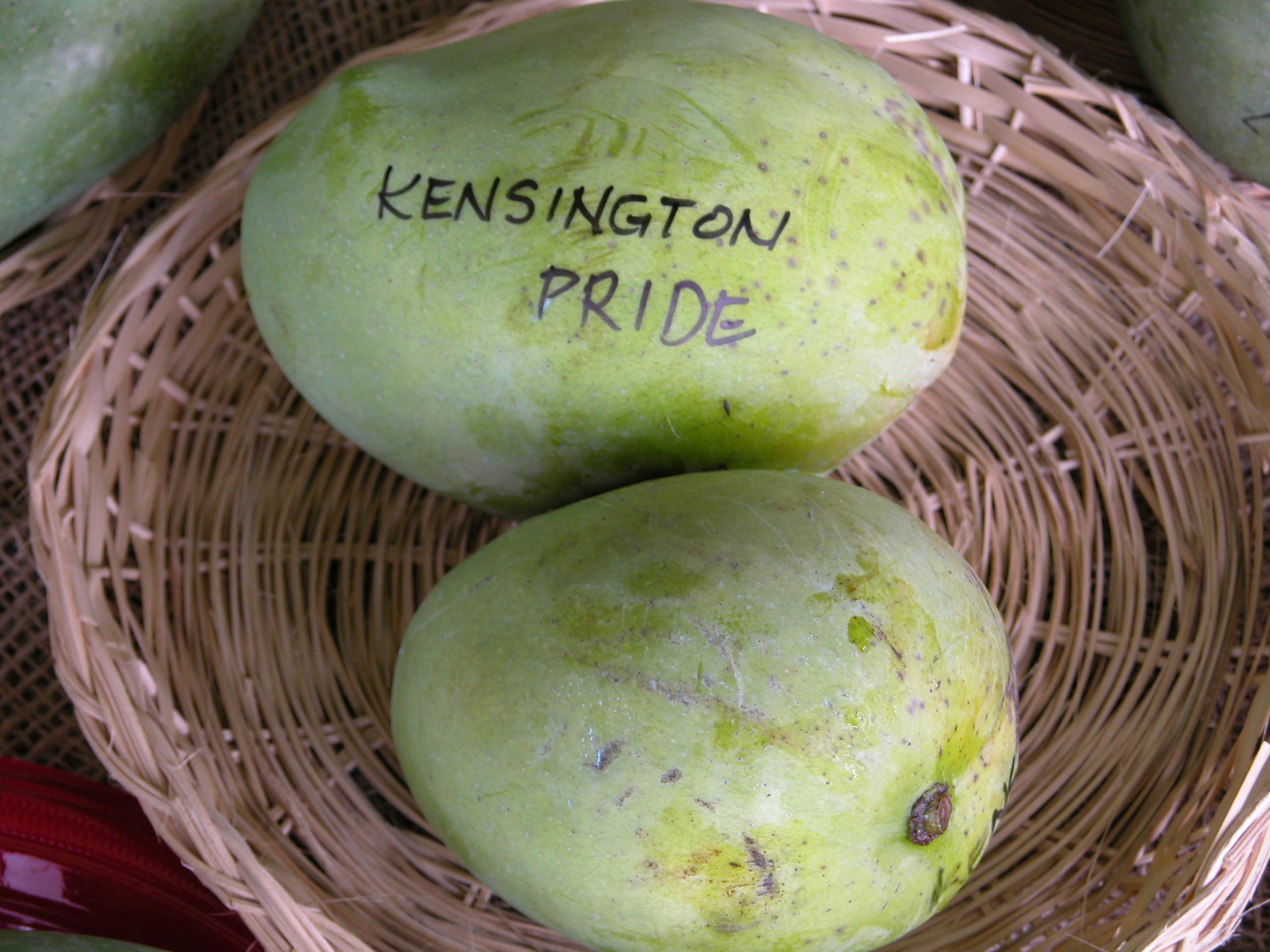
Mango Kensington Pride alla Tropical Agricultural Fiesta (Fruit and Spice Park, Homestead, Florida)

Il frutto mediamente è intorno al mezzo chilo di peso a maturità. Hanno una forma ovata con un apice arrotondato, generalmente privo di becco. Il colore dell'epidermide è giallo, e sviluppa un lieve arrossamento. La polpa è gialla, con una quantità moderata di fibra, e possiede un sapore dolce e speziato. Il frutto contiene un seme poliembrionico. In Australia, a seconda delle regioni in cui viene cresciuta la pianta, il frutto raggiunge la maturità da metà settembre a marzo. Di solito, in Florida, matura a luglio. In Australia la produzione di frutta di questa cultivar è considerata moderata e irregolare: i frutti hanno una moderata resistenza ai patogeni.
L'albero è moderatamente vigoroso e può raggiungere l'altezza di 8 metri se non viene potato.